# Holton (Indiana)
Pour les articles homonymes, voir Holton.
Holton est une ville des États-Unis située dans le township d'Otter Creek (en), dans le comté de Ripley (État d'Indiana). 
La population de la ville était de 1 410 habitants au recensement de 2010.